# Медактик
Медактик (англ. Meductic) — село в Канаді, у провінції Нью-Брансвік, у складі графства Йорк.

## Населення
За даними перепису 2016 року, село нараховувало 173 особи, показавши скорочення на 24,1%, порівняно з 2011-м роком. Середня густина населення становила 25,9 осіб/км².
З офіційних мов обидвома одночасно володіли 20 жителів, тільки англійською — 150.
Працездатне населення становило 52,2% усього населення, рівень безробіття — 16,7%.
29,2% мешканців мали закінчену шкільну освіту, не мали закінченої шкільної освіти — 29,2%, 41,7% мали післяшкільну освіту, з яких 20% мали диплом бакалавра, або вищий.
| Статево-вікова структура населення | Статево-вікова структура населення | Статево-вікова структура населення | Статево-вікова структура населення | Статево-вікова структура населення |
| ---------------------------------- | ---------------------------------- | ---------------------------------- | ---------------------------------- | ---------------------------------- |
|                                    |                                    |                                    |                                    |                                    |
| Всього                             | Всього                             | 50,0%                              |                                    |                                    |
| 0 — 14 років                       | 0 — 14 років                       |                                    | 17,6%                              | 17,6%                              |
| 15 — 64 років                      | 15 — 64 років                      |                                    | 67,6%                              | 67,6%                              |
| 65 і більше                        | 65 і більше                        |                                    | 14,7%                              | 14,7%                              |
| Середній вік (років)               | Середній вік (років)               | 42,2                               | 42,2                               | 42,2                               |
| Медіана (років)                    | Медіана (років)                    | 45,544,5                           | 45,1                               | 45,1                               |
| — чоловіки — жінки                 |                                    |                                    |                                    |                                    |

| Походження мешканців:     | Походження мешканців:     | Походження мешканців: | Походження мешканців: | Походження мешканців: |
| ------------------------- | ------------------------- | --------------------- | --------------------- | --------------------- |
| Походження                |                           |                       | осіб                  | %                     |
| Корінні американці        | Корінні американці        |                       | 0                     | 0%                    |
| Інше північноамериканське | Інше північноамериканське |                       | 85                    | 58.62%                |
| Європейське               | Європейське               |                       | 95                    | 65.52%                |
| британське                | британське                |                       | 65                    | 44.83%                |
| французьке                | французьке                |                       | 10                    | 6.9%                  |

## Клімат
Середня річна температура становить 4,8°C, середня максимальна – 23,5°C, а середня мінімальна – -17,2°C. Середня річна кількість опадів – 1 084 мм.
| Клімат поселення                              | Клімат поселення | Клімат поселення | Клімат поселення | Клімат поселення | Клімат поселення | Клімат поселення | Клімат поселення | Клімат поселення | Клімат поселення | Клімат поселення | Клімат поселення | Клімат поселення | Клімат поселення |
| Показник                                      | Січ.             | Лют.             | Бер.             | Квіт.            | Трав.            | Черв.            | Лип.             | Серп.            | Вер.             | Жовт.            | Лист.            | Груд.            |                  |
| Середній максимум, °C                         | −4,88            | −3,38            | 2,79             | 9,89             | 16,89            | 21,84            | 23,52            | 22,67            | 17,48            | 11,32            | 5,12             | −2,7             |                  |
| Середня температура, °C                       | −11,05           | −9,56            | −3,41            | 3,74             | 10,71            | 15,64            | 19,08            | 18,25            | 13,06            | 6,90             | 0,69             | −7,12            |                  |
| Середній мінімум, °C                          | −17,23           | −15,74           | −9,59            | −2,46            | 4,53             | 9,48             | 14,67            | 13,84            | 8,64             | 2,48             | −3,74            | −11,54           |                  |
| Норма опадів, мм                              | 93               | 64               | 81               | 83               | 96               | 89               | 101              | 93               | 95               | 91               | 103              | 95               |                  |
| Середньомісячна швидкість вітру, м/с          | 3.55             | 3.66             | 3.90             | 3.74             | 3.45             | 3.03             | 2.72             | 2.58             | 2.88             | 3.19             | 3.45             | 3.51             |                  |
| Середньомісячна сонячна радіація, кДж/м²·день | 5192             | 8385             | 12132            | 15646            | 18340            | 20329            | 19755            | 17614            | 13096            | 8294             | 4968             | 4102             |                  |
| --------------------------------------------- | ---------------- | ---------------- | ---------------- | ---------------- | ---------------- | ---------------- | ---------------- | ---------------- | ---------------- | ---------------- | ---------------- | ---------------- | ---------------- |
| Джерело:                                      |                  |                  |                  |                  |                  |                  |                  |                  |                  |                  |                  |                  |                  |